# 是円
是円（ぜえん）、俗名中原 章賢（なかはら の のりかた）は、鎌倉時代末期から南北朝時代初期にかけての代表的な明法家（法学者）。室町幕府の基本法『建武式目』を足利尊氏に勘申した法学者たちの筆頭であり、事実上の起草者である。父は章継。兄は法学書『金玉掌中抄』を著した章任。弟の真恵も『建武式目』勘申者の一人。主著は『御成敗式目』の註釈書『是円抄』だが、散逸した。また、室町幕府に先立つ建武政権では雑訴決断所に奉行として務めた。なお、是円は坊号で、法諱は道昭（どうしょう）のため、是円房道昭（ぜえんぼうどうしょう）とも呼ばれる。

## 略歴
鎌倉時代末期、中原章継の子の章賢として誕生。中原氏は10世紀の明経博士中原有象を氏祖とする学者の名門で、中原氏の本流は明経道（儒学）を家学としたが（押小路家も参照）、傍流は明法道（法学）を家学とした。父の章継は後者の明法道の系統の出身で章直流。章継は、『地下家伝』九では、明法博士にまで昇ったと伝承されている。兄の章任は、法学書『金玉掌中抄』の著者。章賢（是円）の確実な生年は不明だが、弟の真恵が興国7年/貞和2年（1346年）に数え65歳で死去していることから逆算すると、少なくとも弘安5年（1282年）以前である。一方、真恵の生年を弘安2年（1279年）とする説もある。
正応4年（1291年）に衛門少志となり、同5年（1292年）に右衛門尉。正和元年（1312年）以前に出家し、是円房道昭を名乗る。後醍醐天皇の建武の新政（1333–1336年）では雑訴決断所に参画。還俗せず、法体のまま朝廷に出仕した。
後醍醐天皇と足利尊氏の戦いでは足利方についた。建武3年/延元元年11月7日（1336年12月10日）には、尊氏の諮問を受け、他の有識者と共に、室町幕府の基本法となる『建武式目』を勘申した。この式目は、形式的には「諮問への答申書」という形を取ってはいるが、実質的には是円とその弟の真恵が中核となって起草した制定法である。
没年も不明だが、『師守記』紙背文書「文殿廻文」によれば、貞和4年/正平3年（1348年）7月には存命していた。

## 人物
公家法を専門とする明法道の家系出身でありながら、武家法にも通じていた。鎌倉幕府の『御成敗式目』への註釈『是円抄』を著したが、散逸した。笠松宏至は、『建武式目』には足利直義（尊氏の弟）の政治思想が大きく現れているのではないかと主張し、公家法と武家法を矛盾するものと見なさず双方を極めた是円は、直義の意に適う法学者だったのでないか、とした。
なお、かつては二階堂氏出身とする説があったが、後にこれは誤りであると判明している。是円の出身が、鎌倉幕府の法曹官僚の二階堂氏ではなく、後醍醐天皇ら朝廷から重用された明法道中原氏であると判明したことは、『建武式目』の性格を理解する上での転換点となっている。